# 久屋大通公園
久屋大通公園（ひさやおおどおりこうえん）は、愛知県名古屋市中区の久屋大通の中央分離帯にある大規模都市公園である。その規模は延長1381 m、平均幅員78 mあり、都市公園法に基づく公告により都市公園区域に指定されている。

## 概要

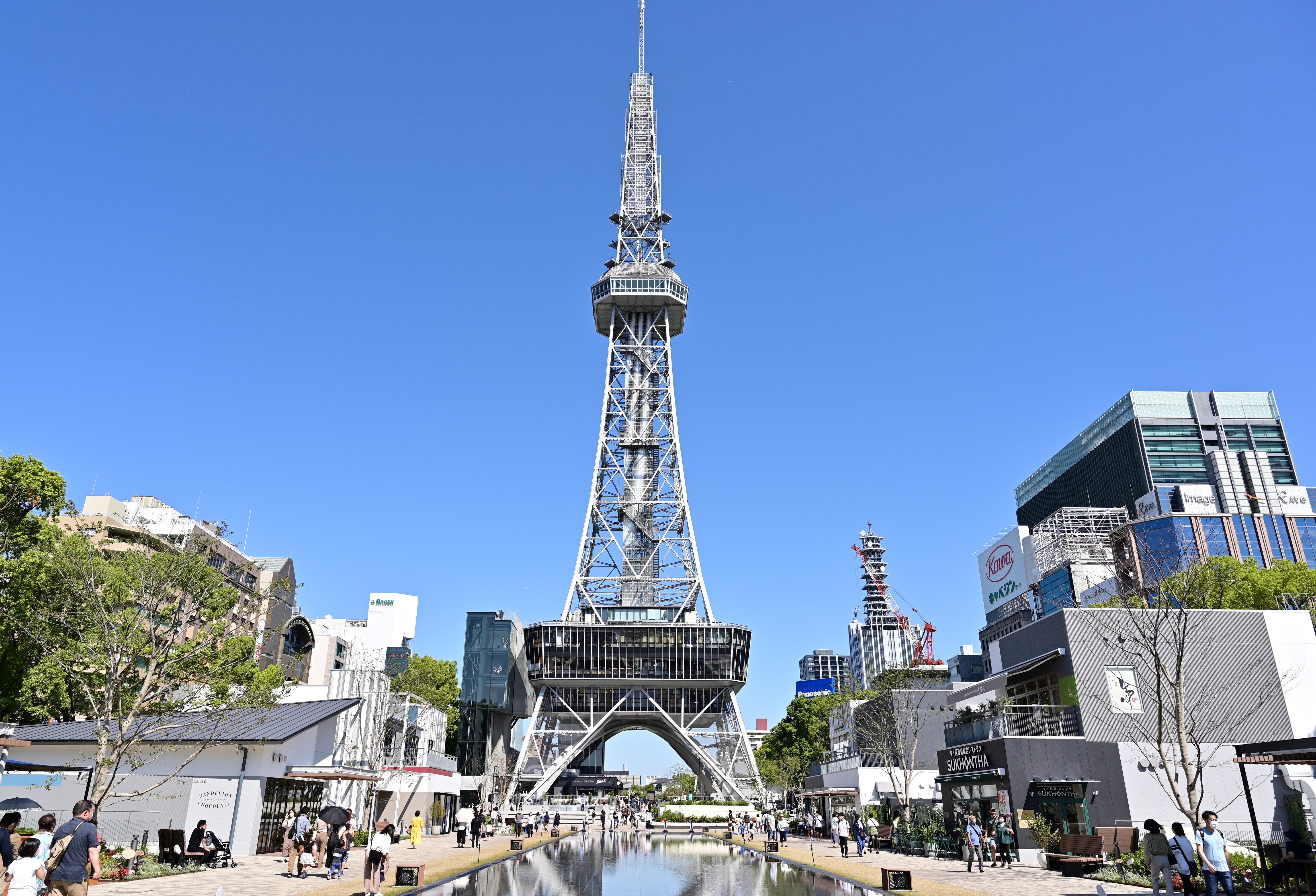
名古屋テレビ塔

名古屋を代表する繁華街・栄地区に位置する、北は外堀通、南は若宮大通へと約2kmにわたる都市公園で、名古屋市のシンボルロード100m道路・久屋大通の中央部である。年間を通じてここで催し物が数多く開かれている。
中心地にそびえる名古屋テレビ塔を始め、周辺にはオアシス21、愛知芸術文化センター、NHK名古屋放送局などがあり、また、松坂屋、丸栄、三越といった「名古屋の3M」と呼ばれる有名百貨店群もこの至近に店を構えている（丸栄は2018年閉店、現在は再開発中）。また、名古屋城や大須商店街といったその他の有名スポット・観光名所も比較的近くにある。
名古屋市は北エリアとテレビ塔エリアの再整備を進めており、事業者として2018年、三井不動産を代表とする企業グループを選定した。Park-PFI制度を活用した公園の北エリアとテレビ塔エリアの再整備が完了し、2020年9月18日に「Hisaya-odori Park」（ヒサヤオオドオリパーク）及び、商業施設の三井ショッピングパーク「RAYARD Hisaya-odori Park（レイヤード ヒサヤオオドオリパーク）」がオープンした。Park-PFI事業の商業施設としては日本最大規模である。三井不動産が手がける都市公園内の商業施設ブランド「RAYARD」シリーズの中では東京都渋谷区の「RAYARD MIYASHITA PARK」（ミヤシタパーク）に次ぐ2例目である。ららぽーとや三井アウトレットパークなどを管理している三井不動産商業マネジメントが管理運営を行なっている。

## 歴史
- 1949年（昭和24年）頃 - 久屋大通の整地工事はこの頃から行われる[1]。
- 1955年（昭和30年）頃 - 久屋大通としてほぼ完成[1]。
- 1957年（昭和32年） - 久屋大通の中央部分が公園として整備されることとなり、まずテレビ塔の南側に花壇と芝生広場が整備される[1]。
- 1959年（昭和34年）3月 - 久屋広場の原型が完成する[1]。
- 1968年（昭和43年）4月 - 久屋広場ができる[1]。この場所はかつて旧エンゼルパークが所在したが、地下鉄工事および地下駐車場工事により一旦取り壊されたのち、再整備された[1]。
- 1969年（昭和44年）10月 - 希望の泉が完成し、名古屋放送より寄付される[1]。
- 1970年（昭和45年）
  - 1月14日 - 都市公園として久屋大通公園が設置される[2]。
  - 12月 - テレビ塔の北側に「蕉風発祥之地」碑が株式会社三晃の寄付により完成[1]。
- 1972年（昭和47年）6月 - 久屋広場の北側にエンゼルパークが再整備される[1]。
- 1971年（昭和46年）12月 - リバーパークが中日新聞社の寄付により完成[1]。
- 1978年（昭和53年）11月2日 - 名鉄瀬戸線栄町乗り入れや地下駐車場の整備等で一時撤去されていた地上公園が再整備される[3]。
- 1980年（昭和55年）10月 - リバーパークの南端に南京広場が整備され、華表が設置される[4]。
- 1982年（昭和57年）4月 - 桜通にセントラルブリッジが架橋される[5][6]。トヨタ自動車販売の創立30周年を記念した2億円の寄付を原資としている[7]。
- 1983年（昭和58年） - エンゼルブリッジが架橋される[5]。
- 1989年（平成元年）9月25日 - 名古屋中央通連合発展会とシャンゼリゼ委員会の友好提携が正式に調印される[8]。
- 1990年（平成2年）
  - 6月14日 - シドニー市との神前を記念し、シリウス号のいかりが設置される[4]。
  - 9月25日 - パリシャンゼリゼ通りとの友好提携1周年を記念し、セントラルパーク内もちの木広場に「名古屋・シャンゼリゼ友好提携記念碑」が設置される[9]。
- 1993年（平成5年）4月22日 - 友好提携2周年記念としてシャンゼリゼ委員会より贈られた街灯の点灯式が行われる[9]。この街灯は19世紀にJ・ヒトーフにより設計され、実際にシャンゼリゼ通りで使われていたものであった[9]。

## 構造
久屋大通公園はいくつかのエリアに分かれている。北から、ケヤキヒロバ・シバフヒロバ・テレビトーヒロバ・ミズベヒロバ・メディアヒロバ・ミツコシマエヒロバス・エンゼル広場・久屋広場・光の広場・フラリエとなっている。
エンゼルパークの地下には久屋駐車場とエンゼルパーク駐車場の2社の地下駐車場があり、エンゼルパーク駐車場は栄地区最大の全850台を収容できる地下駐車場である。

## Hisaya-odori Park
「Hisaya-odori Park」は、日本最大級のPark-PFI事業（公園内に設けられた商業施設からの収益を活用し、公園の整備や改修を行っていく事業）として三井不動産主導の下、北部エリアとテレビ塔エリアを再整備したものである。2020年9月18日開業。4つの「ZONE（ゾーン）」と5つの「ヒロバ」からなり、商業施設と公園が一体化した新たな都市公園である。また、2021年2月末までNTTコミュニケーションズと提携し、ICTを活用して匿名化したスマートフォンの位置情報から来園者の行動を解析したり、リアルタイムでの人物トラッキングにより迷子の捜索や不審者の追跡を行うと共に、混雑状況の把握やサポートが必要としている人を検知するという。

### 各広場の名称とコンセプト、特徴

#### ZONE1「学びの森」ゾーン
日常性をイメージし、商業的性質からは少し離れたゾーン。芝生の広場が広がり、市民らの憩いの場となっている。
「ケヤキヒロバ」
ケヤキの木が列植されている同公園最北のエリアで、名古屋城に隣接。2,300m²の面積があり、朝活やマーケットなどのイベント開催が予想されている。
「シバフヒロバ」
Hisaya-odori Park最大の4,000m²（芝生面積）を誇る芝生の広場。ハンモックやテントを借りてピクニックなどを楽しむことができる。

#### ZONE2
緑豊かな小道が整備され、アートやライトアップの演出を行っている。また、小道沿いにレストランやテラス付きのカフェが設置されている。

#### ZONE3「テレビトーヒロバ」
テレビ塔の北側に面する。屋外卓球施設やアウトドアショップ、アパレルショップが設置されたエリア。中央に芝生広場が整備され、スポーツコミュニティやアクティビティーを楽しむ事が出来る。

#### ZONE4
テレビ塔やオアシス21等の栄の中心的設備に隣接したゾーンであり、当公園の中核を担う部分でもある。「ミズベヒロバ」と「メディアヒロバ」の2つのヒロバが整備されており、商業施設が多いエリア。
「ミズベヒロバ」
テレビ塔の南側に面する、幅10m、長さ80mの水盤を中央に配し、ミストやライトを駆使した水の演出を行なう。また、この水盤を挟むようにして様々な店舗が立ち並んでいる。
「メディアヒロバ」
錦通が隣接する同公園最南端のヒロバ。大型ビジョン等を設置し、イベント等における情報発信が可能な掘り下げ式の半地下型エリアで、地下街や地下鉄駅と同公園を結んでいる。また、このヒロバ内に設置された防犯カメラの映像をAIが解析する事により、犯罪や事故の防止へと活用する為の検証を行う。
- ZONE 4
- ZONE 3
- ZONE 2
- セントラルブリッジ

## 南部

### 主なエリア
- 希望の泉：1969年（昭和44年）設置
- エンゼル広場：1972年（昭和47年）設置
- 久屋広場：1968年（昭和43年）設置
- 光の広場：1989年（平成元年）設置

### サカエ ヒロバス

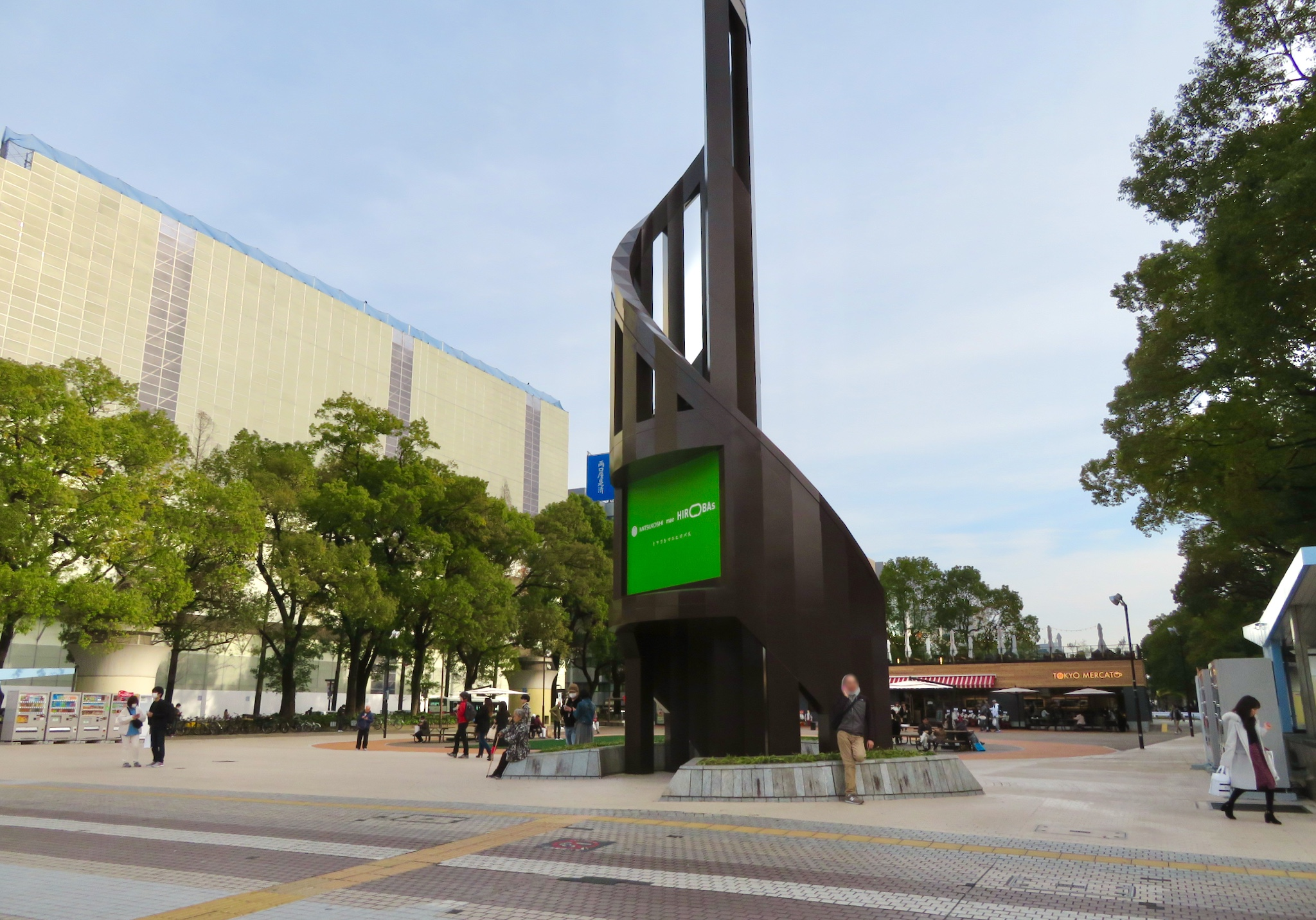
ミツコシマエヒロバス

2020年（令和2年）2月22日に「ミツコシマエ ヒロバス」として開業。中日新聞社・三晃社・名古屋三越・電通中部支社の4社で構成される（開業当初）ヒロバス運営委員会が運営を担当
。栄バスターミナルの跡地をスポーツのできる広場として整備したもので、同年開催予定だった東京オリンピックのパブリックビューイングなどが予定されていた。
1周70メートルのコルク舗装によるトラックや人工芝による広場からなる。また、店舗としてイタリアンレストランの「TOKYO MERCATO」（トウキョウメルカート）で、屋上はバーベキューが楽しめ、コンビニエンスストアのファミリーマートが出店し、キッチンカーなども誘致されるという。広場は暫定利用で、2023年3月末をもって閉鎖される予定となっていたが、2022年12月26日、再整備計画策定の遅れを理由に暫定利用期間を2026年3月末まで延長することを発表。2023年4月1日に「サカエ ヒロバス」へ名称変更されると同時に、中日新聞社がヒロバスの運営から撤退した。
ヒロバスの事務局は、名古屋三越栄店6階の事務館に設置されている。

### エンゼルパーク

盲導犬サーブの像

エンゼルパークは久屋大通公園の南に位置する、広小路通から若宮大通までのエリアの名称。このエリアも他のエリア同様に木々に囲まれており、様々なモニュメントや噴水が設置されている。
エンゼルパークの最北端には「盲導犬サーブ」の銅像があり、その南側には名古屋市営バスの栄バスターミナルが広がっていた。
エンゼルパークの中域は「愛の広場」と呼ばれる大きく開けた広場となっており、ここには「ベンチに座っている銅像」など様々な銅像が設置されている。また、松坂屋前には「エンゼルブリッジ」と呼ばれる歩道橋が掛かっており、エンゼルパーク南に位置し、水の湧き上がる噴水がある「久屋広場」に続く。
「光の広場」と呼ばれるエンゼルパークの最南端には、巨大な船を思わせるオブジェが設置されている。このオブジェからは夜間になると名古屋テレビ塔に向かいレーザー光線が照射され、美しい光景を作り出す。
なお、エンゼルパークの「エンゼル」とは森永製菓がスポンサーとなっていた「エンゼル球場」が所在したことによる。
エンゼル球場は森永のトレードマーク「エンゼル」から命名され、1954年（昭和29年）頃から1962年（昭和37年）頃まで利用されたが、道路や地下鉄の整備に伴い数年で取り壊された「幻の球場」であり、後に光の広場となった。
ここでは以下のモニュメントが公開されている。
- 盲導犬サーブの像
- 伊勢湾台風30周年記念碑
- 様々な銅像
- 復興事業収束記念モニュメント

### 久屋大通庭園フラリエ
若宮大通から南のエリアに位置する。1998年に「ランの館」として久屋大通公園の最南端に設置されたが、2014年に久屋大通庭園フラリエとして新装された。

## かつてのエリアの名称

### 北部
いこいの広場以外は再整備後に消滅し、現存しない。
- いこいの広場：1978年（昭和53年）設置
- リバーパーク：1971年（昭和46年）設置
- 南京広場：1980年（昭和55年）設置
- ロサンゼルス広場：1978年（昭和53年）設置
- シドニー広場：1990年（平成2年）設置

### テレビ塔周辺
いずれも1978年（昭和53年）設置。再整備後に消滅し、現存しない。
- もちの木広場
- 彫刻の庭
- さかえ川[11] :久屋大通公園を縦断するように造られた人口の河川。かつては水遊びなどもされていた[12]。

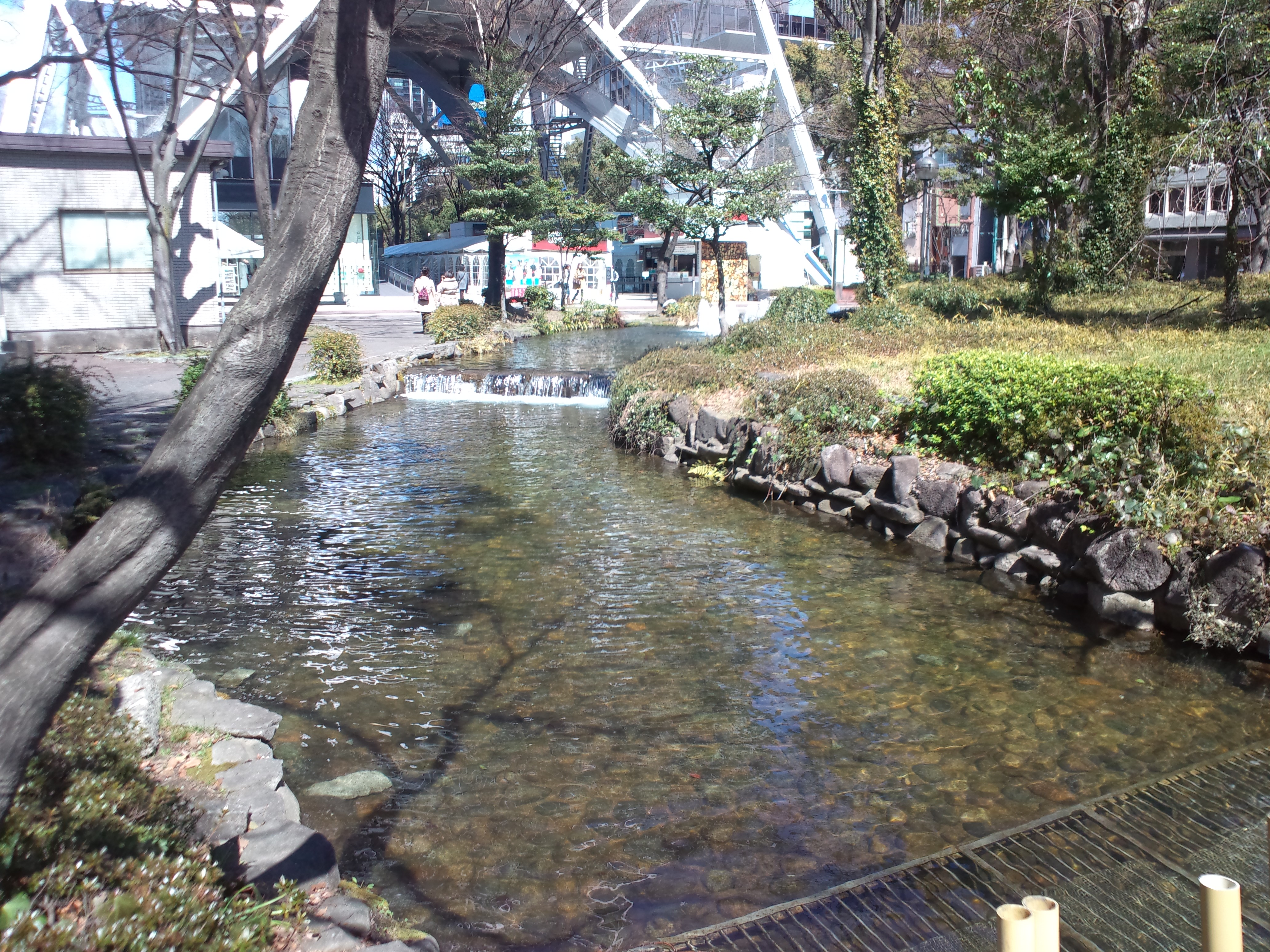
さかえ川（2014年3月）
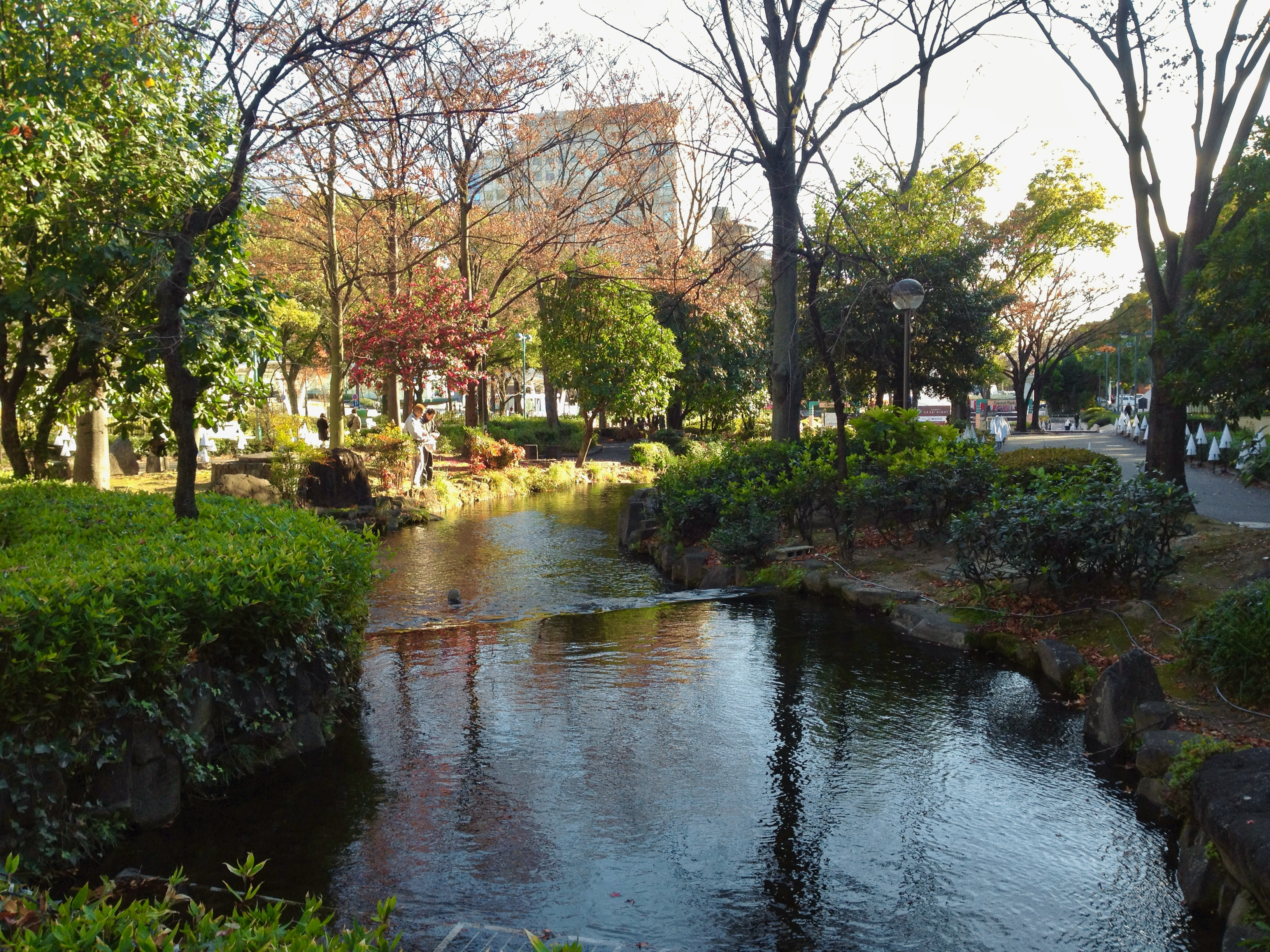
さかえ川（2011年12月）
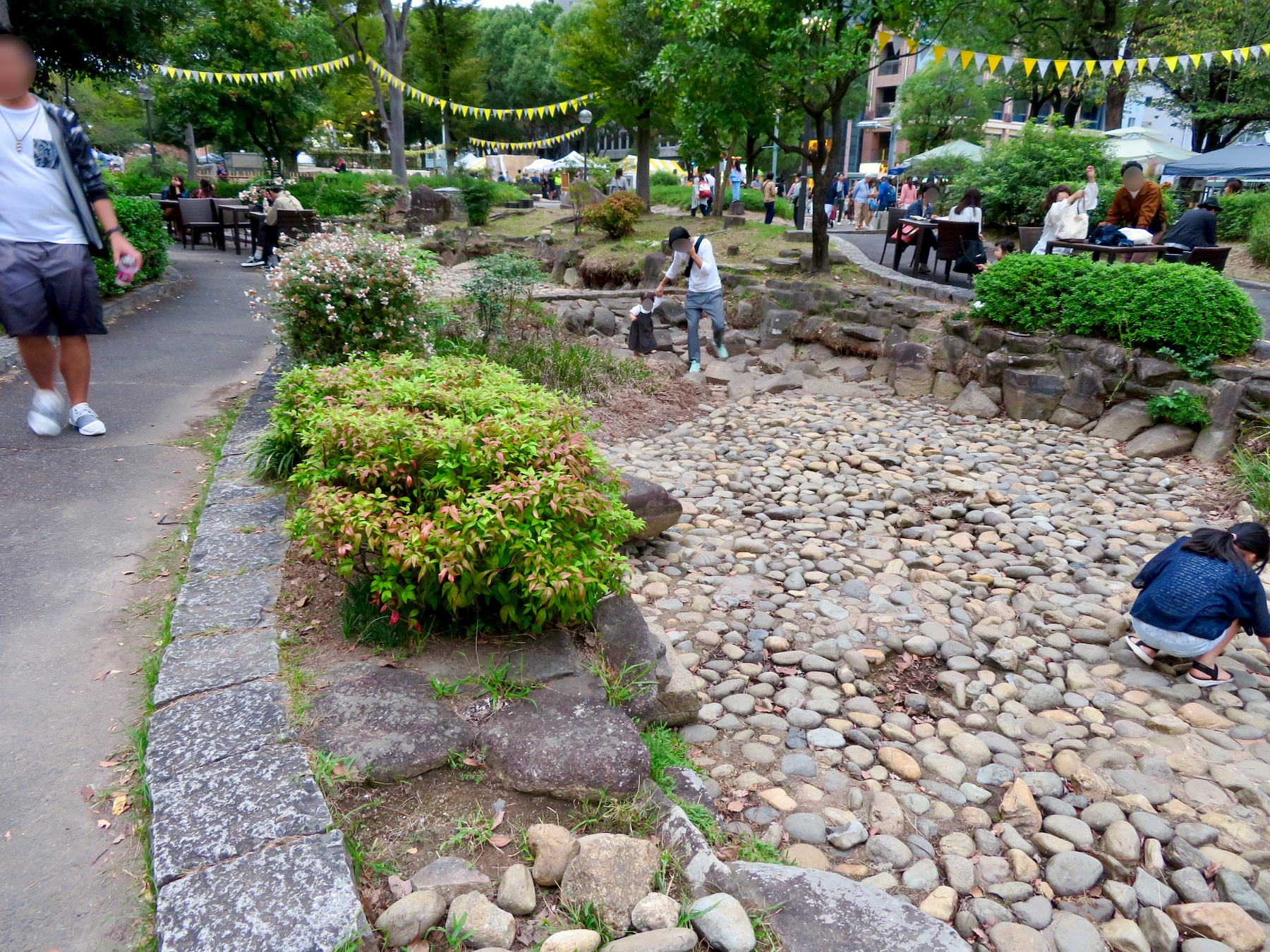
水抜き中のさかえ川。（2018年10月）

### もちの木広場
正式名称はセントラル広場であり、もちの木広場は愛称にあたる。「もちの木」は広場にシンボルとなる木として植えられていたクロガネモチのことで、クロガネモチが上品な木であり、「金のなる木」であり縁起が良いことから選ばれた。広場は、セントラルパークが地下街と地上公園を一体として整備する方針であったことから、吹き抜けとして作られた。名鉄瀬戸線栄町駅および地下街と隣接し、防災面でも有用であることから、建設省（当時）も評価したという。

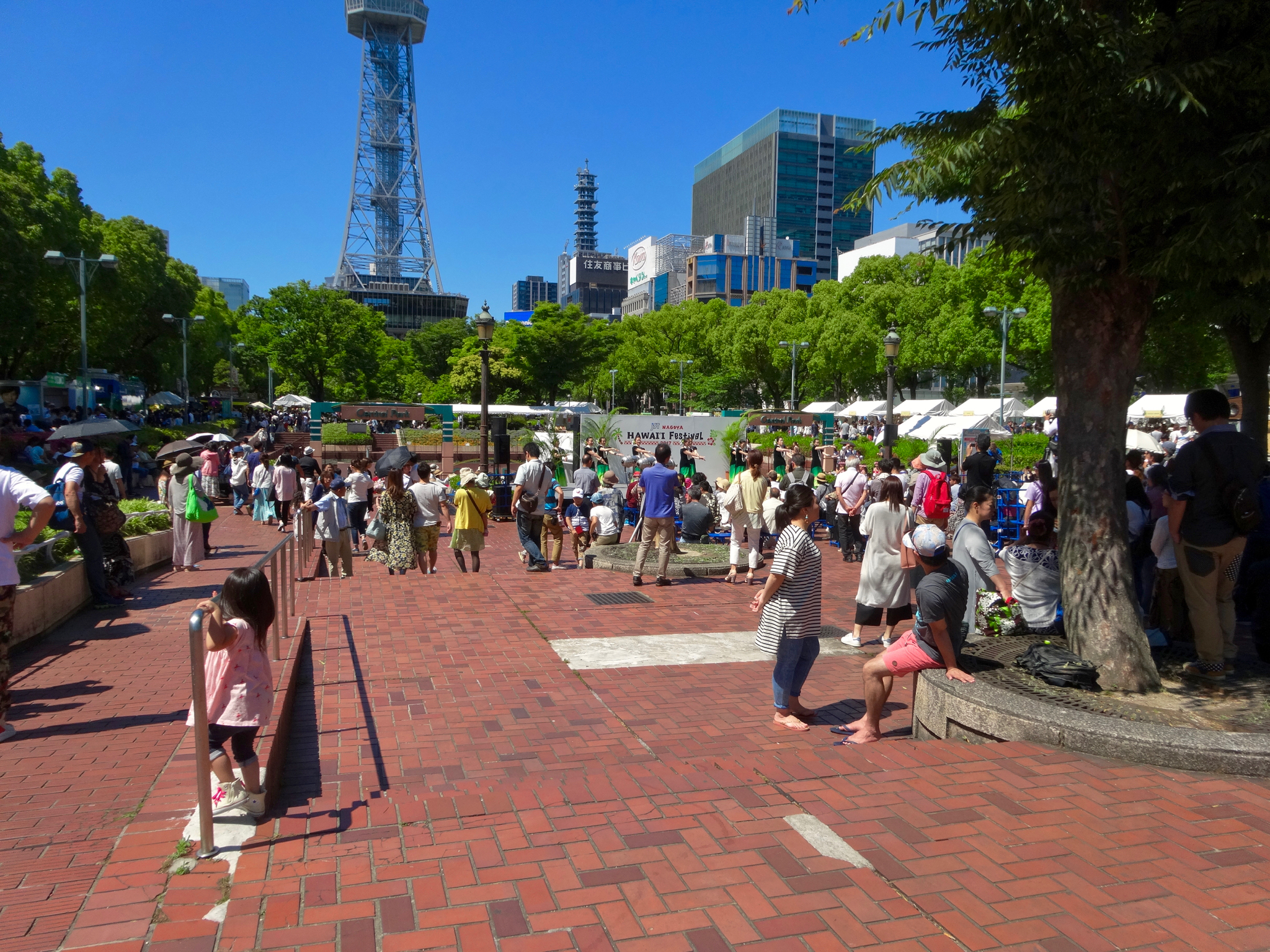
『名古屋ハワイフェスティバル 2017』開催中のもちの木広場。（2017年5月）
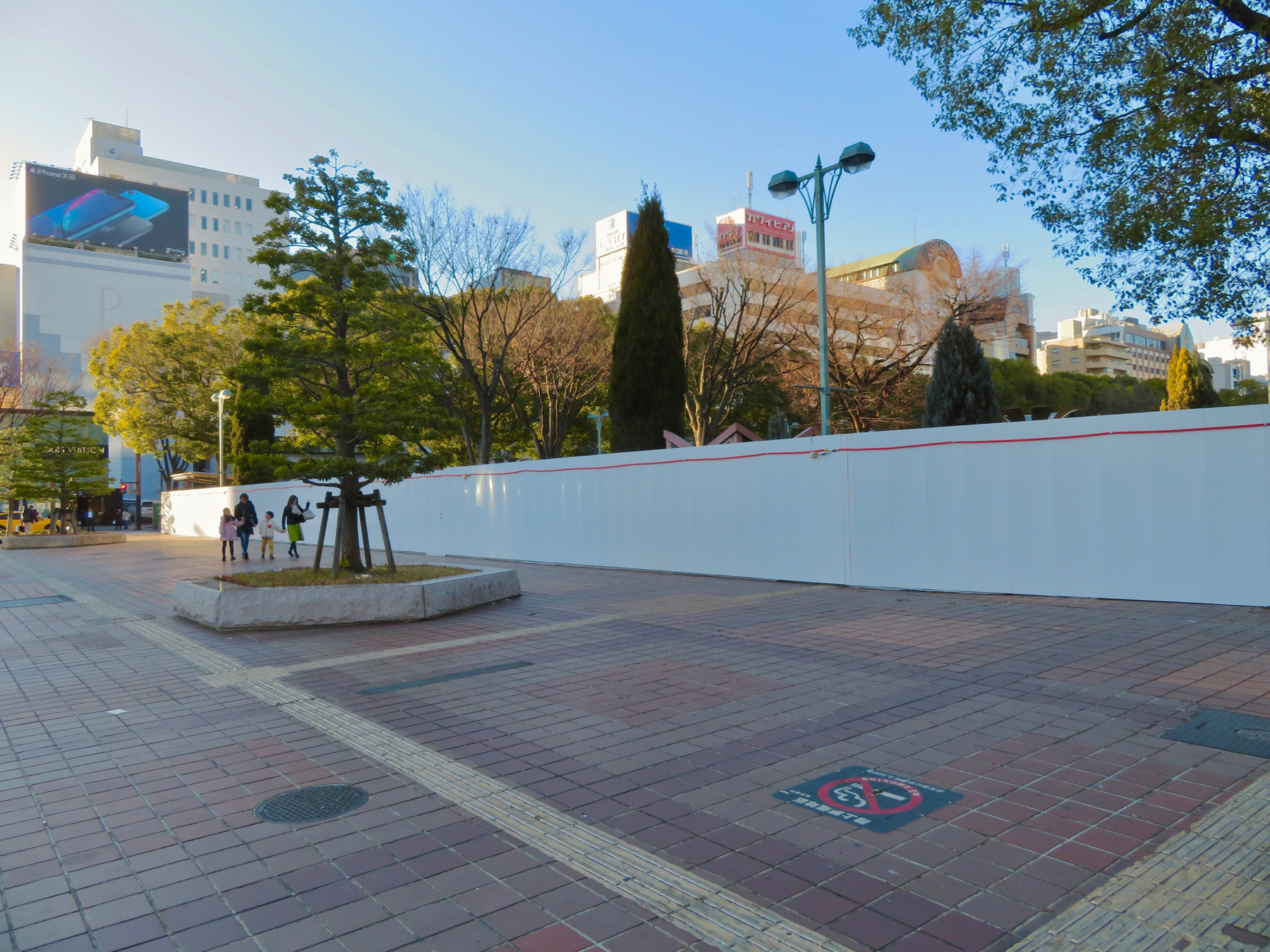
再整備のため封鎖中のもちの木広場。（2019年1月）

### リバーパーク
リバーパークは久屋大通公園の北部に位置する、桜通大津から外堀通までのエリアの名称。公園内は木々に囲まれており、川や池があった。
リバーパークの最南端には、名古屋テレビ塔のあるセントラルパークへの歩道橋「セントラルブリッジ」があり、また名古屋市営地下鉄名城線、桜通線の久屋大通駅があった。
リバーパークの特色としては、名古屋市と姉妹都市関係を結んでいる各都市のモニュメントが置かれていることが挙げられる。設置されているモニュメントは、
- イギリス船「シリウス号のイカリ」（シドニー市）
- 華表（南京市）
- ヨコル・ウシャキ（メキシコ市）
- ツゥーラの戦士像（メキシコ市）
- アステカの暦（メキシコ市）

の5つ。

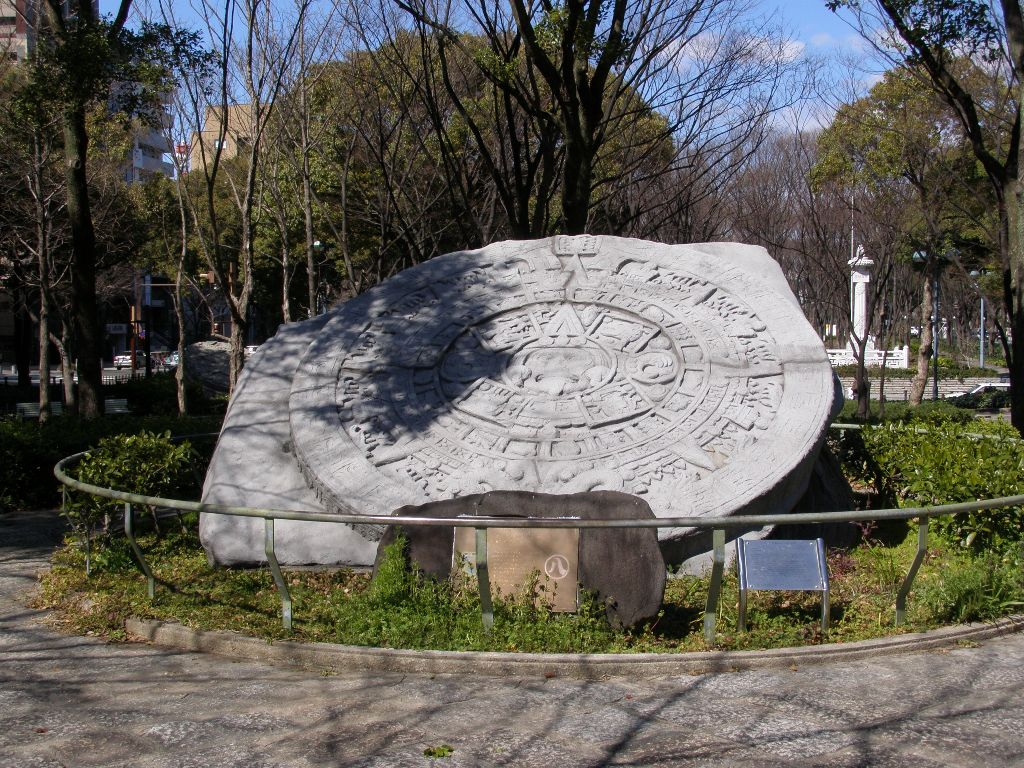
アステカの暦
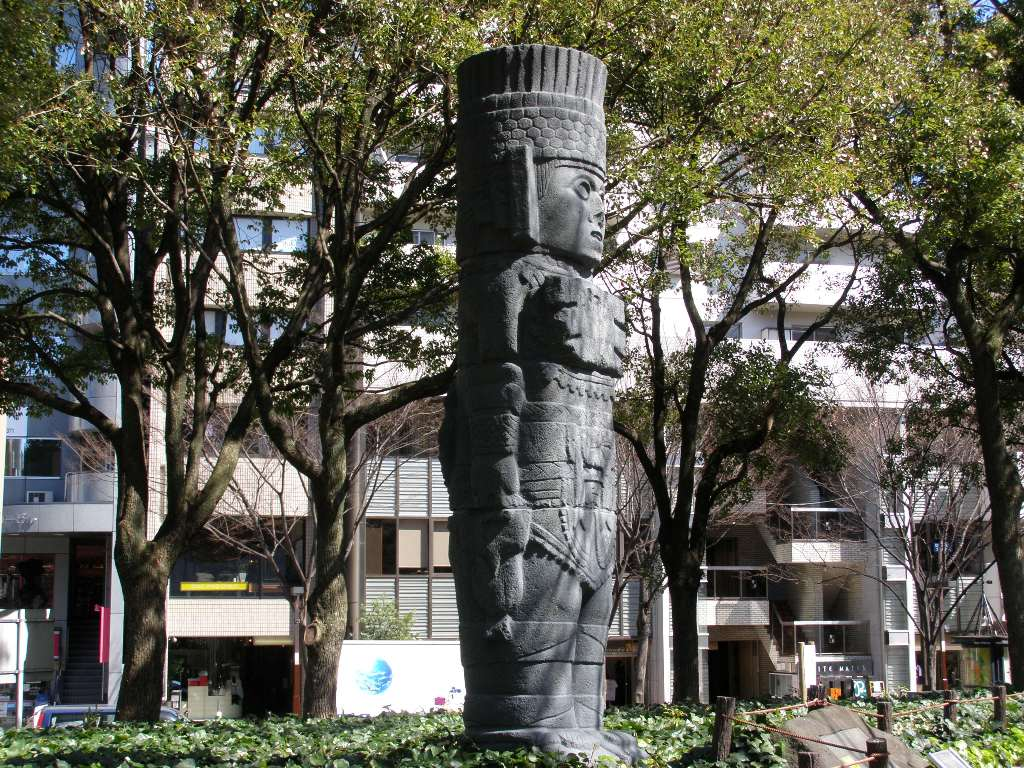
ヨコル・ウシャキ
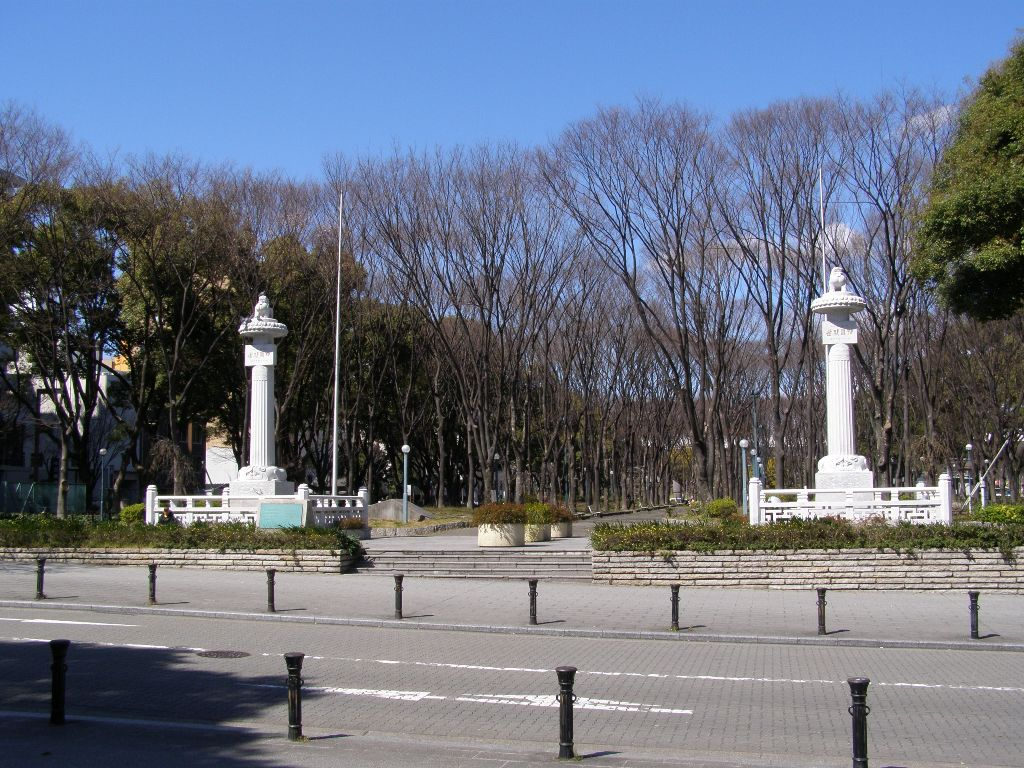
華表
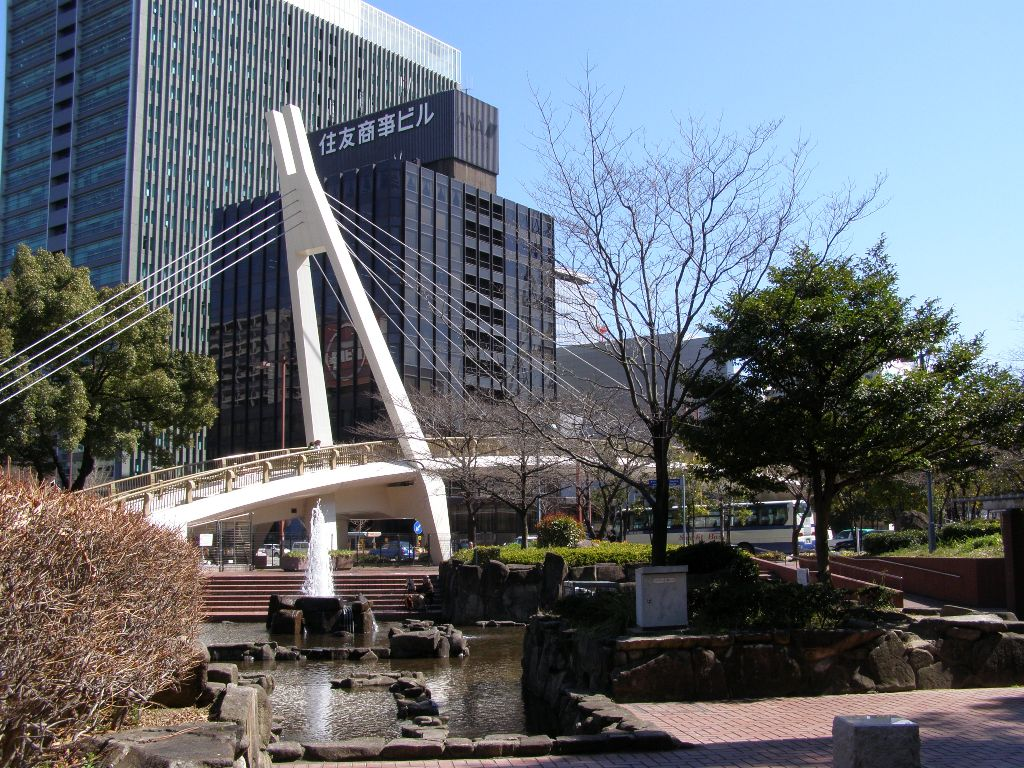
セントラルブリッジ

### ロサンゼルス広場
「ロサンゼルス広場」はリバーパークの南側に位置する、名古屋市の姉妹都市の一つであるロサンゼルス市のモニュメントが置かれているエリアの名称。ロサンゼルス市を示す標識や、チャイニーズ・シアターにあやかり、マリリン・モンロー、クラーク・ゲーブル、グレゴリー・ペック、チャールトン・ヘストン、ジュリー・アンドリュースなど有名な映画俳優や歌手たちから取った手形・足形の複製板がここで設置、公開されていた。
ここでは以下のモニュメントが設置、公開されていた。
- 「自由と魂」と名付けられた白頭鷲の像
- アラバマ広陵の石

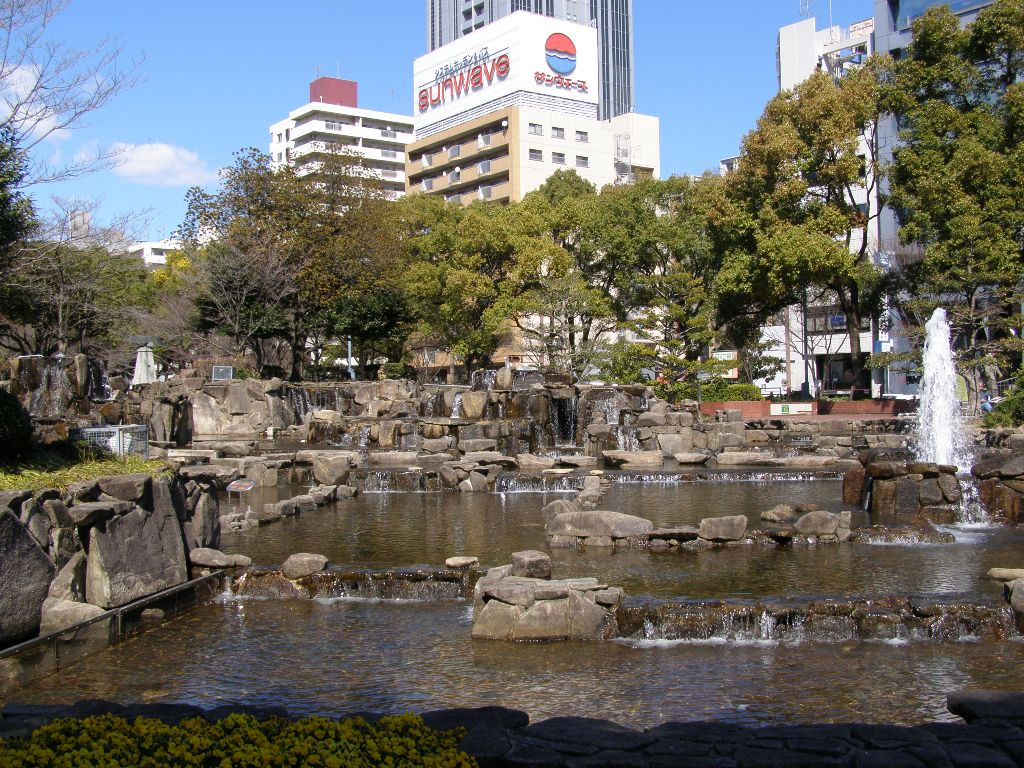
ロサンゼルス広場の噴水
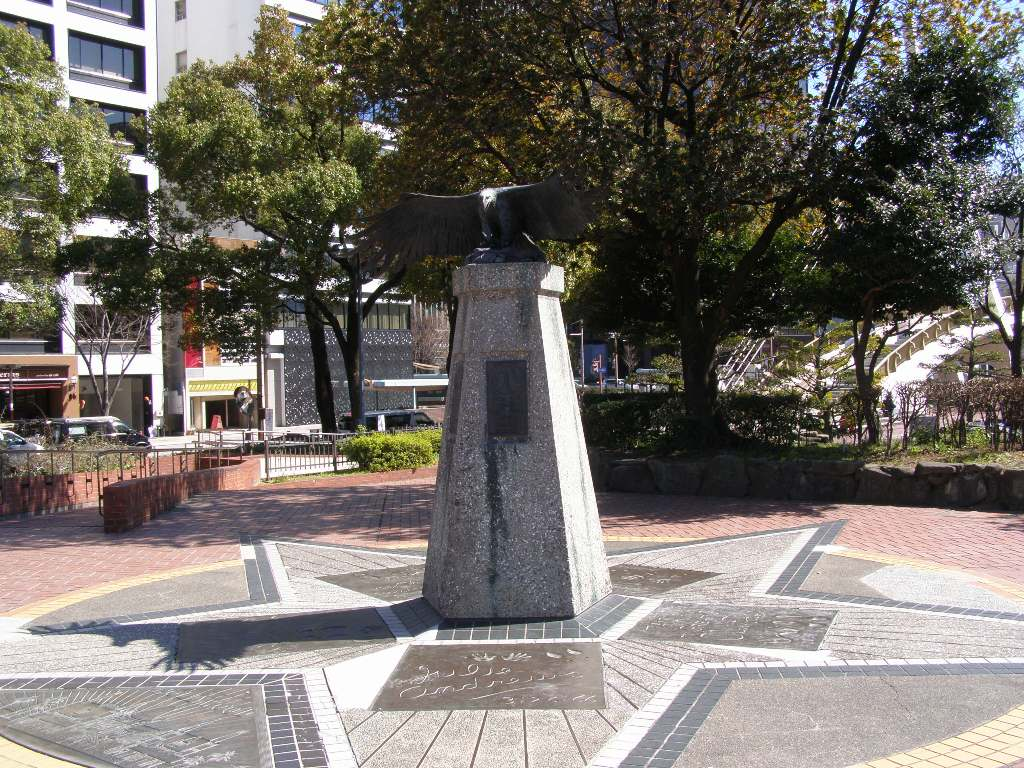
白頭鷲の像
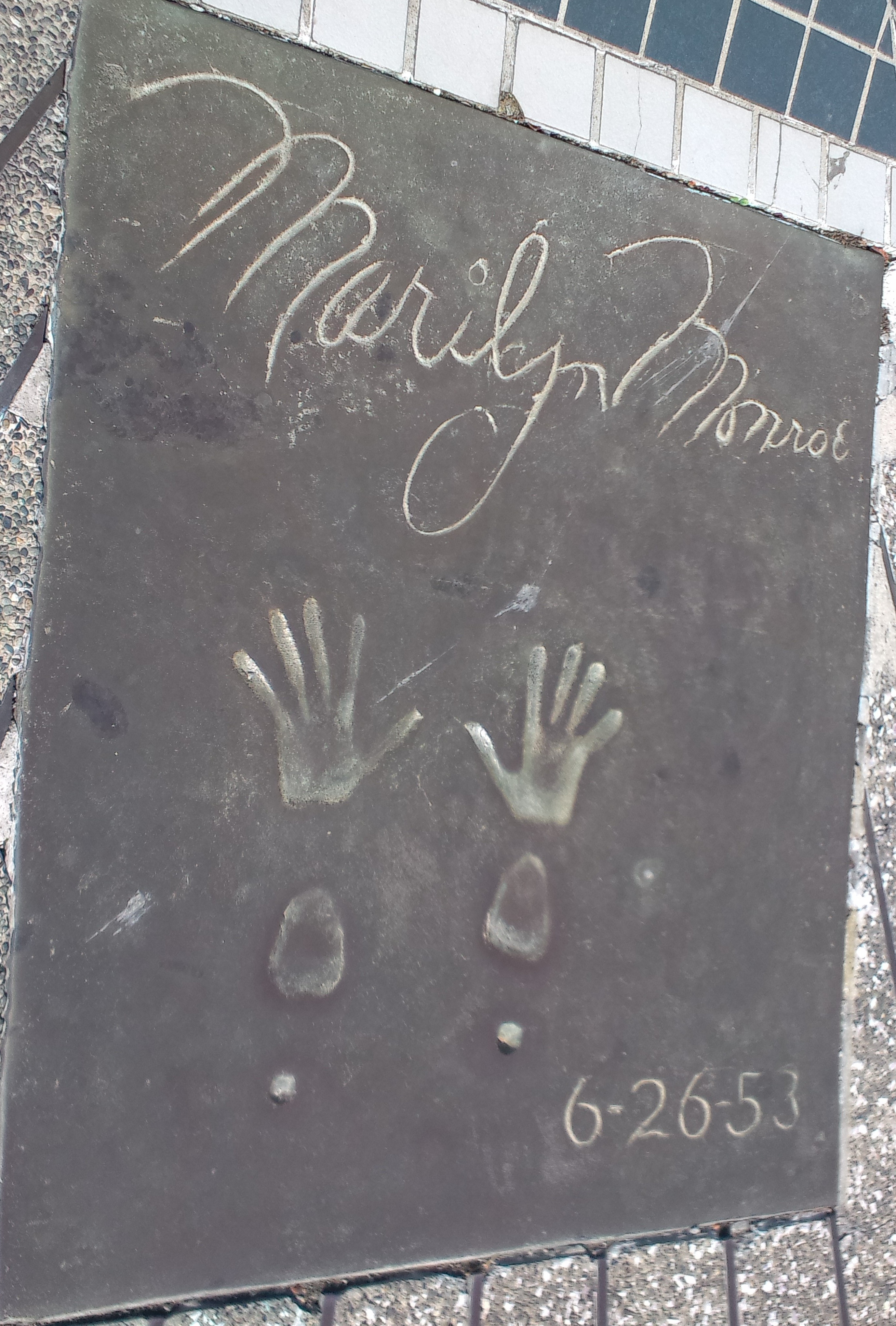
マリリン・モンローの手形
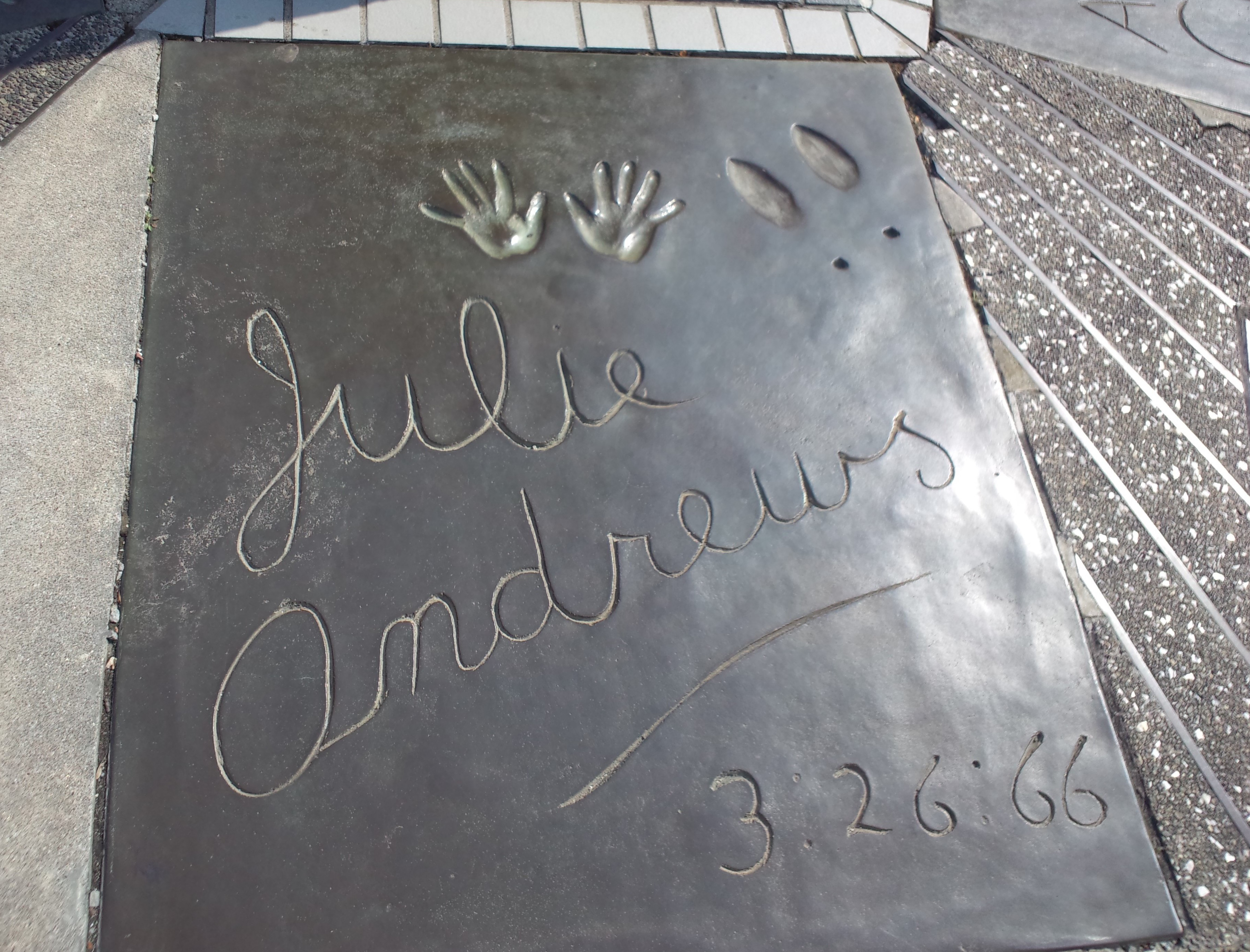
ジュリー・アンドリュースの手形

### セントラルパーク

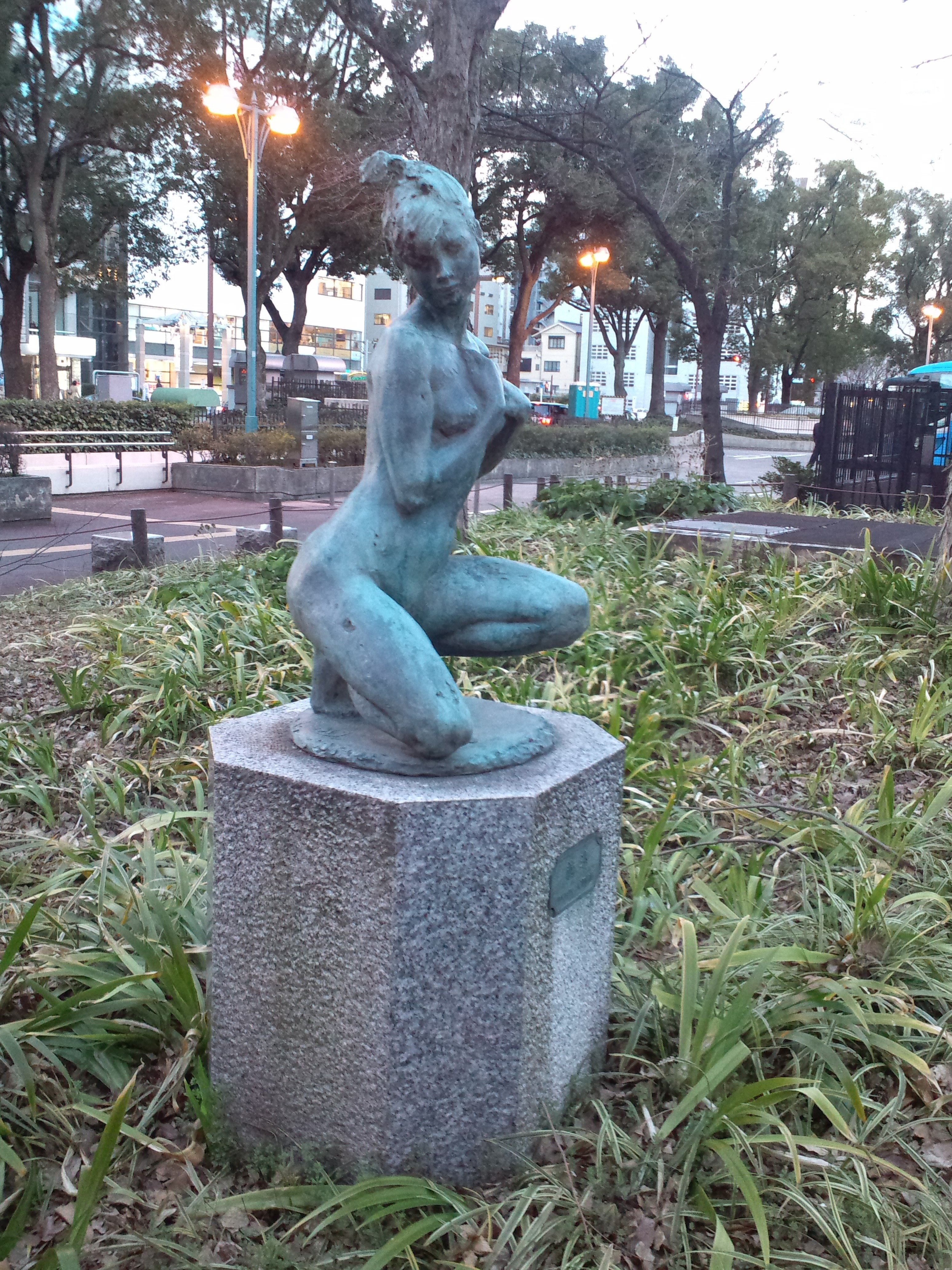
銅像

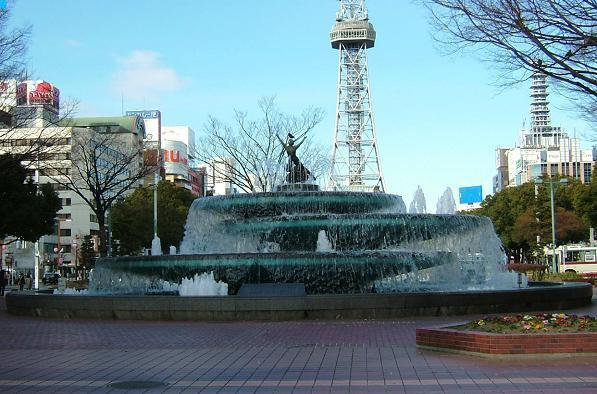
希望の泉

セントラルパークは久屋大通公園の中心に位置する、桜通から広小路通までのエリアの名称。このエリアは園内をさかえ川が名古屋テレビ塔前まで流れ、リバーパークと同様に木々に囲まれている。また、このエリアにも様々なモニュメントが設置されている。
セントラルパークの中心に位置する電波塔については名古屋テレビ塔の項目を参照。
ここでは以下のモニュメントが設置公開されていた。
- 花時計
- ガス燈
- 「蕉風発祥之地」碑
- 著名人作製の銅像数点

セントラルパークの地下にあり「もちの木広場」を通じて繋がっているセントラルパーク地下街は森の地下街（旧称：地下鉄栄地下街）とつながっており、セントラルパーク地下駐車場（570台収容）も併設されている。この地下街を通り「オアシス21」へと出ることもできる。また、名古屋市営地下鉄名城線 栄駅、及び名鉄瀬戸線 栄町駅が通っている。

## 交通アクセス

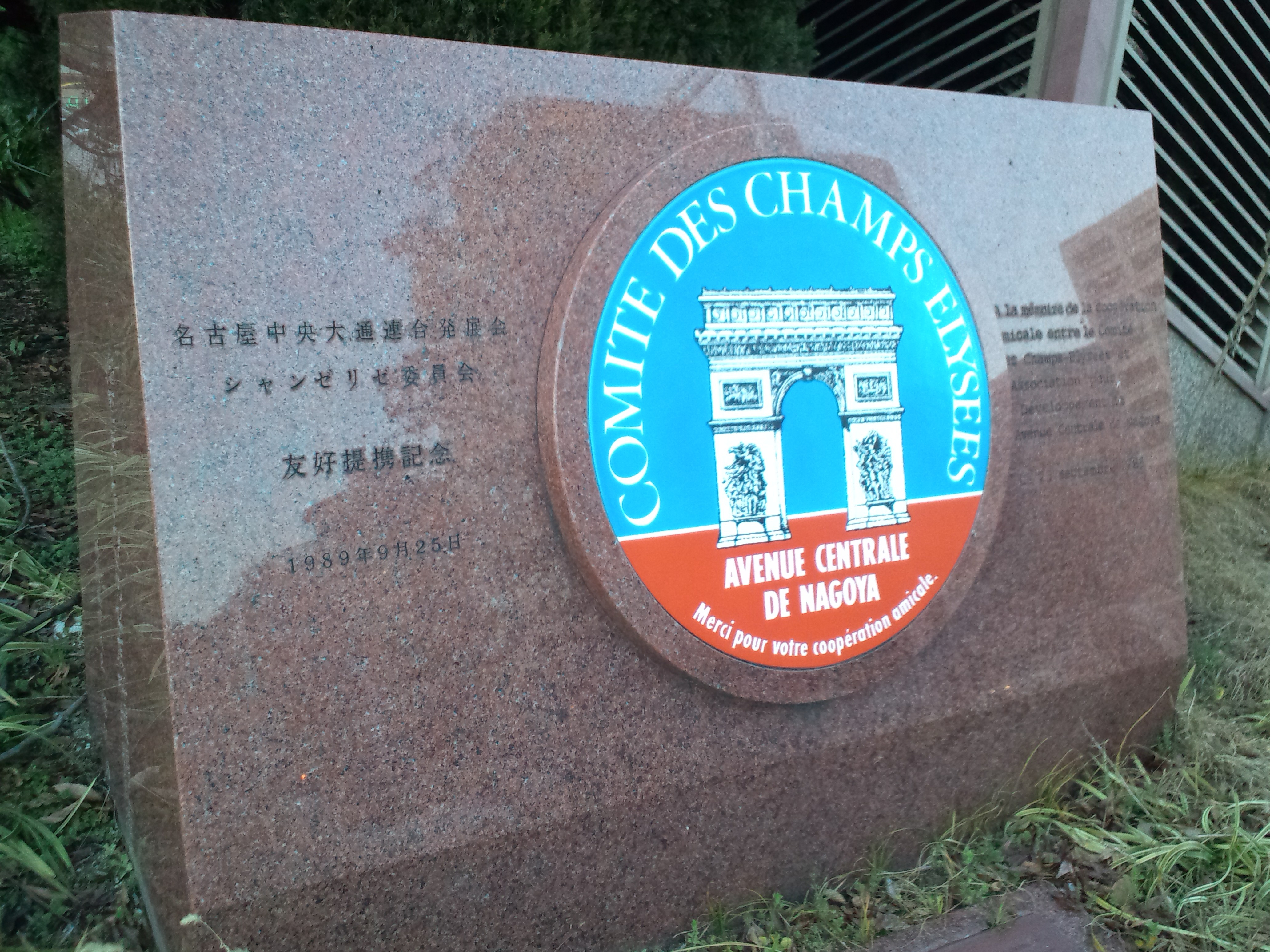
パリ・シャンゼリゼ委員会との友好記念モニュメント

### 公共交通機関
- 名古屋市営地下鉄名城線・桜通線 久屋大通駅下車、地下連絡通路直通。
- 名古屋市営地下鉄東山線・名城線 栄駅下車、地下連絡通路直通。
- 名古屋市営地下鉄名城線 矢場町駅下車、地下連絡通路直通。
- 名鉄瀬戸線 栄町駅下車、地下連絡通路直通。
- 名古屋市営バス栄バス停、矢場町バス停、栄大津バス停、桜通大津バス停、白川通大津バス停、広小路栄バス停、ランの館バス停、ナディアパークバス停下車、徒歩1分〜5分。

### 駐車場
主な駐車場は、以下に示す通り。
- セントラルパーク地下駐車場：全570台、280円（30分）
- 市営久屋駐車場：全510台、280円（30分）
- エンゼルパーク：全850台、280円（30分）
  - 各駐車場、提携先の百貨店等において、お買い上げ金額に応じての、駐車場サービスを実施している。
  - また、各駐車場では、下記のキャッシュレス決済にも対応しており、クレジットカード決済、交通系電子マネー(PiTaPaは非対応)、WAON nanaco、楽天Edy、QUICPay、ID払いに対応、また、エンゼルパーク駐車場ではQRコード決済の、PayPay、auPAY、D払い、楽天ペイ、メルペイにも対応している。

## ギャラリー

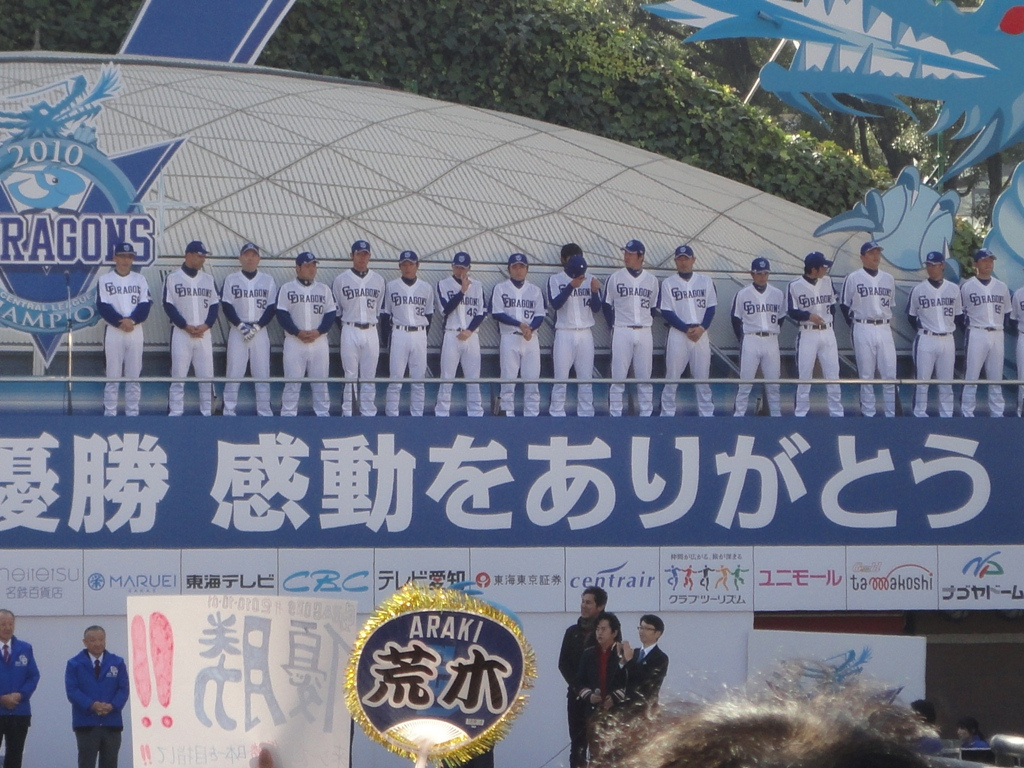
中日ドラゴンズ応援感謝パレード（2010年）
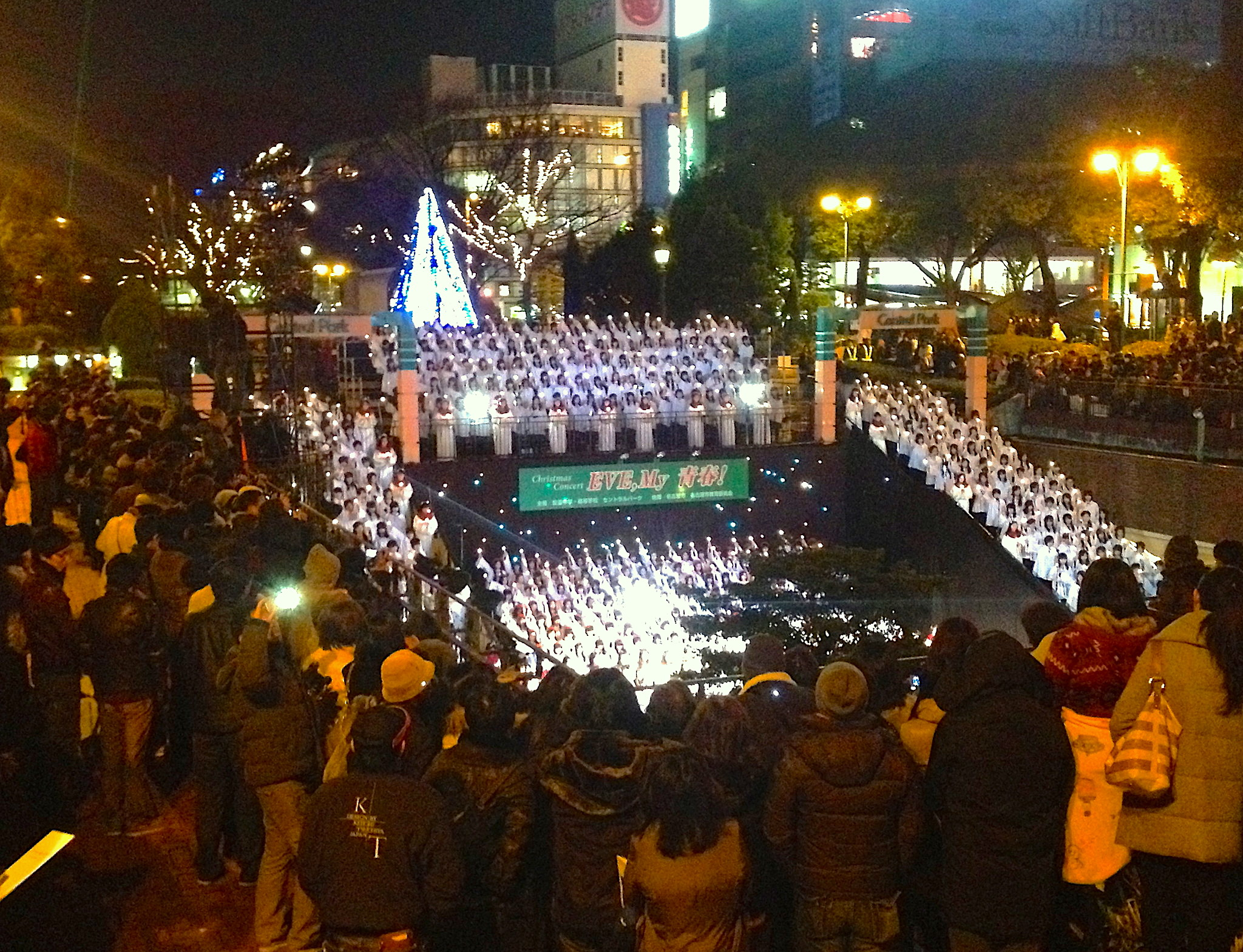
クリスマスキャロル（2012年）
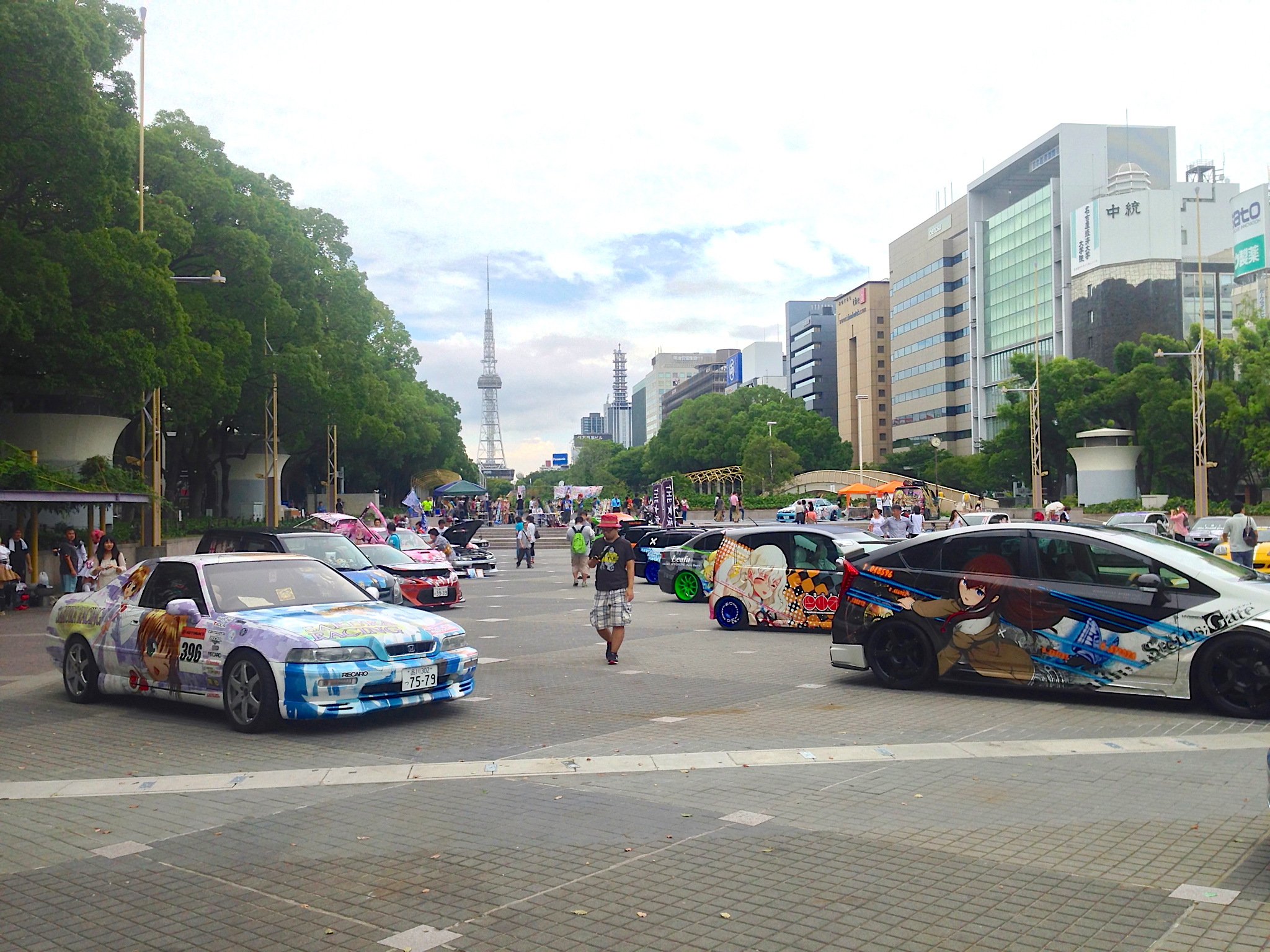
世界コスプレサミット（2014年）
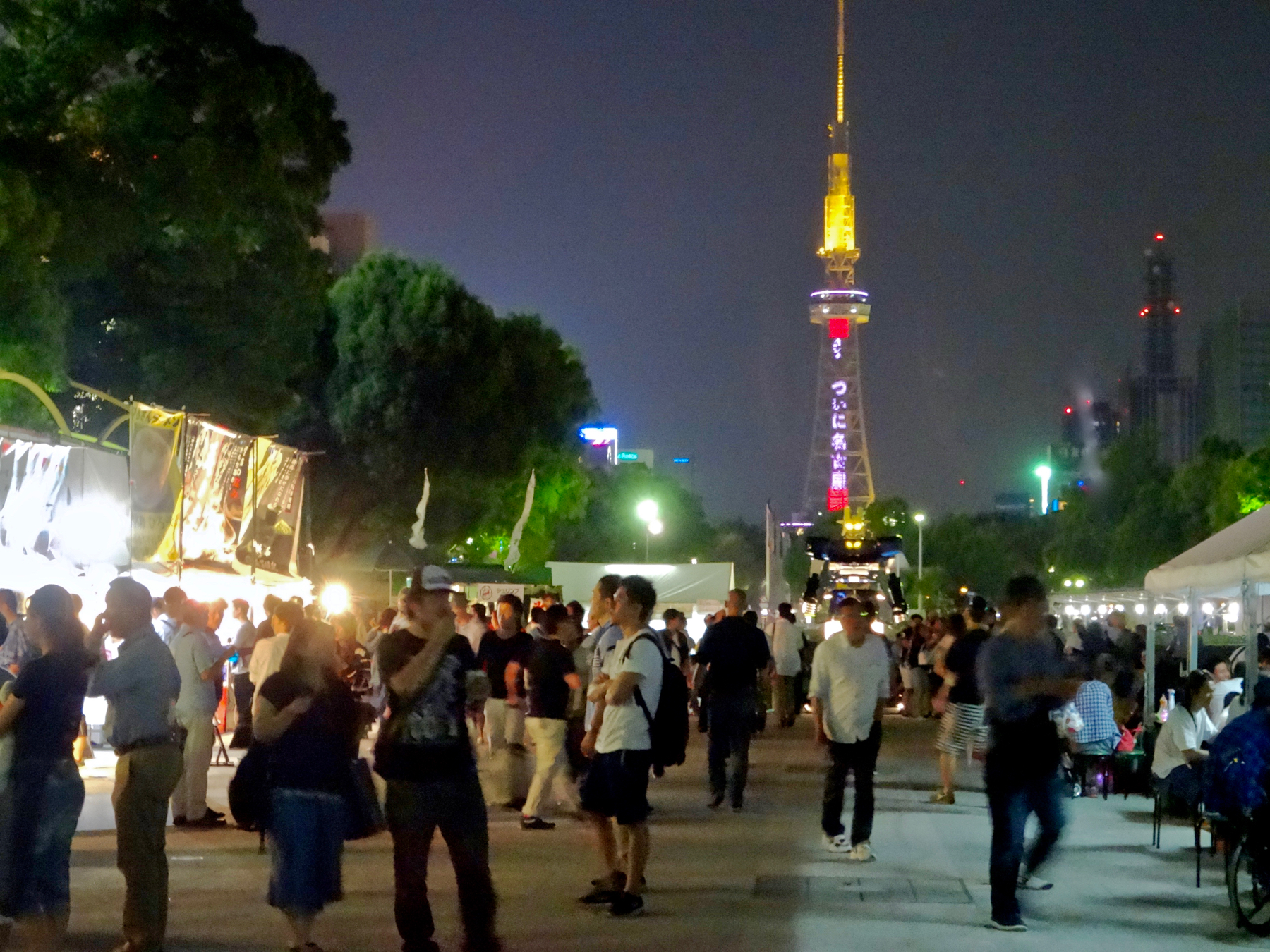
手羽先サミット（2017年）
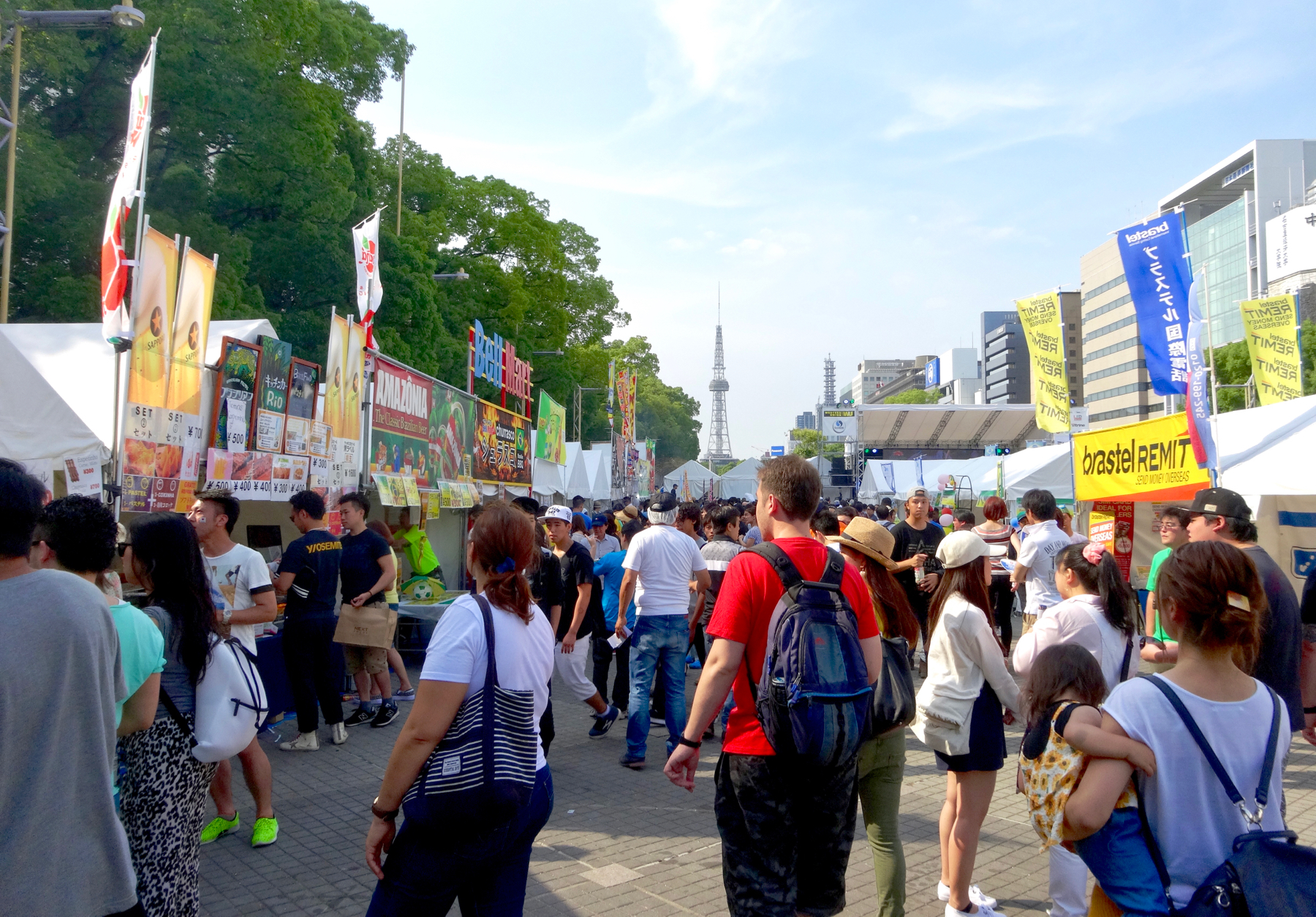
名古屋ブラジルフェスタ（2017年）
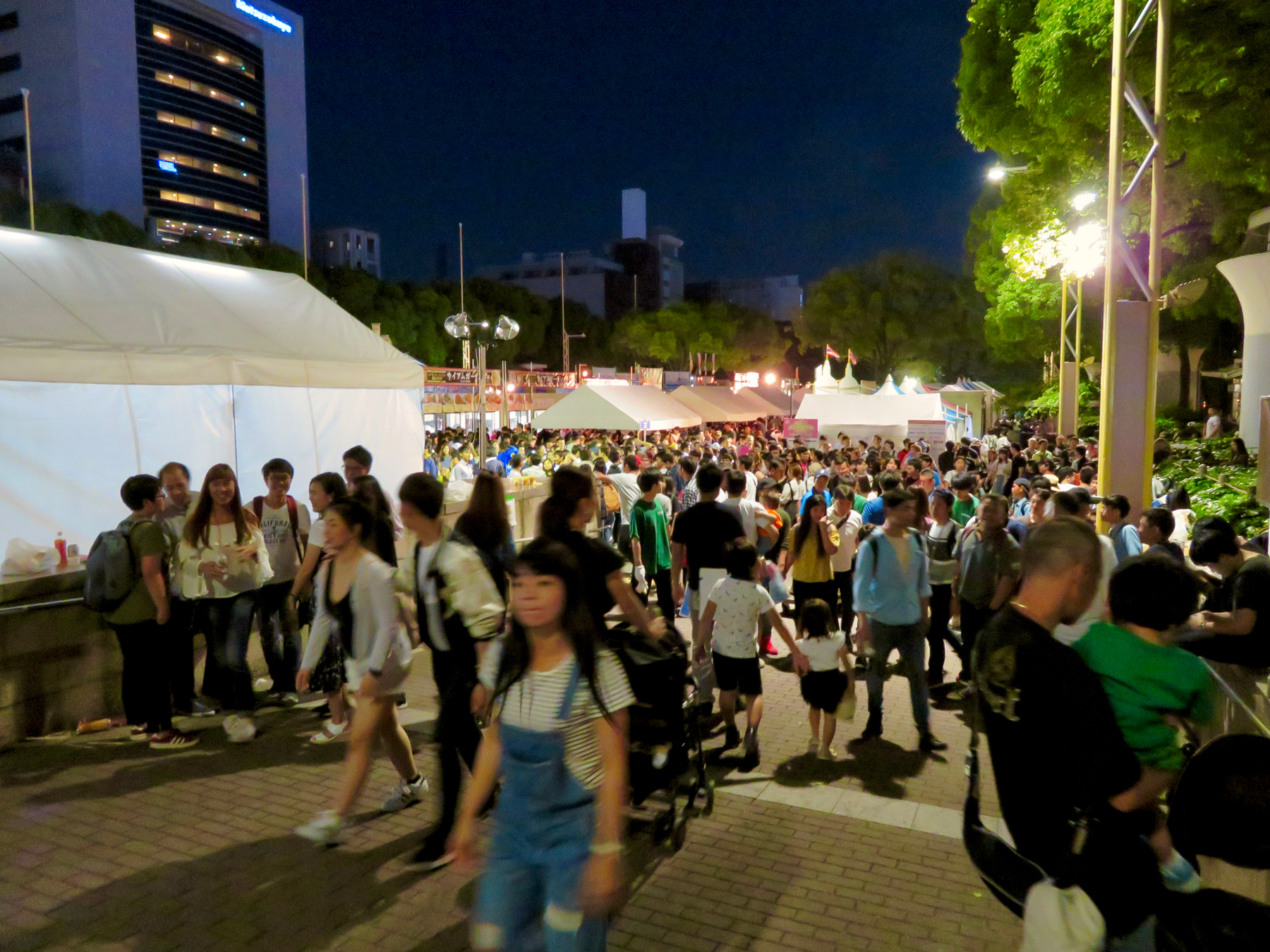
タイフェスティバル名古屋（2018年）
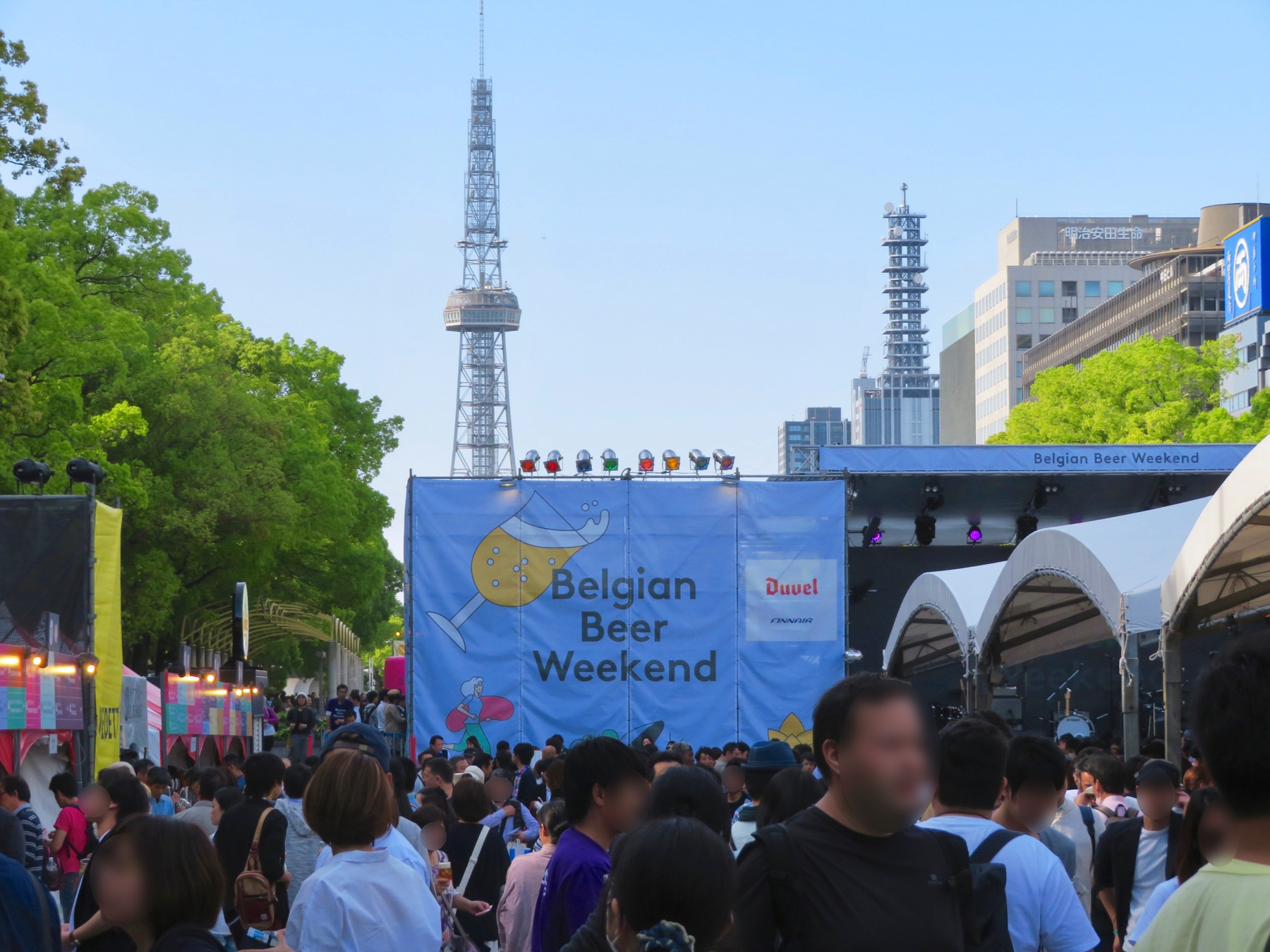
ベルギービールウィークエンド名古屋（2019年）